# Jochen Habets
Jochen Habets (ur. 29 czerwca 1988) – holenderski kierowca wyścigowy.

## Kariera
Habets rozpoczął karierę w wyścigach samochodowych w 2006 roku w BRL Light, gdzie był 16. Rok później w tej samej serii uplasował się już na 13 pozycji. W latach 2008–2009 startował w samochodach turystycznych w klasie Supersport1 Dutch Supercar Challenge. Gdy w pierwszym sezonie zdobył tytuł wicemistrzowski, w następnym roku był dopiero 14 w klasyfikacji generalnej. W 2011 roku osiągnął zaś 10 lokatę w Mégane Trophy Eurocup.
Na sezon 2013 Holender podpisał kontrakt z ekipą Momo-Megatron na starty w Porsche Supercup. W ciągu dziewięciu wyścigów, w których wystartował, uzbierał łącznie cztery punkty. Dały mu one 21 miejsce w klasyfikacji generalnej.

## Statystyki
| Sezon | Seria                                       | Zespół                               | Wyścigi | Zwycięstwa | PP | NO | Podium | Punkty | Pozycja |
| ----- | ------------------------------------------- | ------------------------------------ | ------- | ---------- | -- | -- | ------ | ------ | ------- |
| 2006  | BRL Light                                   |                                      | 12      | 0          | 0  | 0  | 0      | 37     | 16      |
| 2007  | BRL Light                                   | Collé Rental & Sales BRL Racing Team | 10      | 0          | 0  | 0  | 1      | 59     | 13      |
| 2007  | 24H Dubai – A2                              | US Car World Racing                  | 1       | 0          | 0  | 0  | 0      | N/A    | NS      |
| 2007  | MINI Challenge Netherlands                  | Collé Racing                         |         |            |    |    |        | 0      | NS      |
| 2008  | Dutch Supercar Challenge – Supersport 1     | Carworld Motorsport                  | 12      | 3          | 1  | 1  | 6      | 142    | 2       |
| 2008  | Dunlop Sport Maxx Endurance Cup – Class 4   | Carworld Motorsport                  | 1       | 0          | 0  | 0  | 0      | 21     | 22      |
| 2009  | Dutch Supercar Challenge – Supersport 1     | Brother Racing Team                  | 4       | 1          | 1  | 0  | 2      | 37     | 14      |
| 2011  | Mégane Trophy Eurocup                       | Boutsen Energy Racing                | 14      | 0          | 0  | 0  | 0      | 51     | 10      |
| 2012  | Blancpain Endurance Series – GT3 Pro-Am Cup | DB Motorsport                        | 6       | 0          | 0  | 0  | 1      | 31     | 16      |
| 2013  | Porsche Supercup                            | Momo-Megatron                        | 9       | 0          | 0  | 0  | 0      | 4      | 21      |
| 2013  | Porsche GT3 Cup Challenge Benelux – Pro     | Belgium Racing                       | 2       | 1          | 0  | 0  | 2      | 0      | NS†     |

† – Habets nie był zaliczany do klasyfikacji.